# Tapixaua callida
Genre
Espèce
Tapixaua callida, unique représentant du genre Tapixaua, est une espèce d'araignées aranéomorphes de la famille des Corinnidae.

## Distribution
Cette espèce se rencontre au Brésil, en Bolivie, au Pérou et en Colombie.

## Description
Le mâle holotype mesure 3,97 mm et la femelle paratype 4,45 mm.

## Systématique et taxinomie
Cette espèce a été décrite par Bonaldo en 2000.
Ce genre a été décrit par Bonaldo en 2000 dans les Corinnidae.

## Publication originale
- Bonaldo, 2000 : « Taxonomia da subfamília Corinninae (Araneae, Corinnidae) nas regiões Neotropica e Neárctica. » Iheringia (Zoologia), vol. 89, p. 3-148 (texte intégral).